# Греческая военная авиация во Второй мировой войне
Греческая военная авиация (греч. Ελληνική Πολεμική Αεροπορία), в другом чтении Военно-воздушные силы Греции, вступила во Вторую мировую войну 28 октября 1940 года. Первоначально греческая авиация с успехом противостояла итальянской авиации в Греции и Албании, несмотря на трехкратное превосходство итальянцев в численности самолётов, а также в их техническом превосходстве.
После того как в апреле 1941 года на помощь итальянцам пришла нацистская Германия, греческая авиация была вынуждена принять бой и против Люфтваффе, которые выставили для операции в Греции десятикратное, по отношению к греческой авиации число самолётов, с несравненно лучшими техническими характеристиками. Греческая авиация была практически уничтожена в первые две недели немецкого вторжения.
После оккупации Греции, греческая авиация была воссоздана на Ближнем Востоке. Приняв в период 1941—1944 годов участие в воздушных операциях над Средиземным морем, в Северной Африке, Греции, Италии, Югославии и Албании, эскадрильи воссозданной греческой авиации вернулись в Грецию в ноябре 1944 года.

Эмблема ВВС Греции.

## Греческая военная авиация в межвоенные годы
После завершения Малоазийского похода (1919—1922) последовал межвоенный период продолжительностью в 17 лет, в течение которого греческая военная авиация (Πολεμική Αεροπορία — ΠΑ) была реорганизована и модернизирована. С 1925 года греческая авиация начала получать новые самолёты значительно увеличив свои возможности. В авиационные силы были включены разведывательные — бомбардировщики Breguet Br.19A2/B2 и учебные самолёты Morane Saulnier MS-137/147. В составе армейской авиации в Салониках был образован Γ΄ Полк самолётов, созданный на основе оставшихся эскадрилий Α΄, Γ΄и Δ΄ периода Малоазийского похода.
Значительными были усилия в развитии отечественной авиационной промышленности представленной «Заводом самолётов Фалера» (Εργοστάσιο Αεροσκαφών Φαλήρου — ΕΑΦ), известного впоследствии как «Государственный завод самолётов» (Κρατικό Εργοστάσιο Αεροπλάνων — ΚΕΑ). Усилия в производстве отечественного самолёта не принесли желаемого результата после неудачи KEA с проектом «Хелидо́н» (Ласточка — Χελιδών). В конечном итоге ΚΕΑ приступил к производству по лицензии таких самолётов как Armstrong-Whitworth Atlas, Blackburn T.3A Velos (с июля 1925 года) и Avro 504 N/O, которые усилили в основном Морскую авиацию. Кроме того, KEA производил заводское обслуживание других типов самолётов.
8 июня 1928 года было отмечено значительным достижением греческой авиации. Специально модифицированный Brequet 19 под именем «Эллас» («ΕΛΛΑΣ» — Греция) (пилот лейтенант Эвангелос Пападакос, наблюдатель один из пионеров греческой авиации полковник Х. Адамидис, взлетел из аэродрома Татой под Афинами и за 20 дней совершил облёт Средиземного моря, покрыв расстояние в 12 000 км..
В период Первой мировой войны и Малоазийского похода армейская и морская авиация находились в составе соответственно армии и флота, что создавало существенные проблемы в их координации и деятельности авиации в целом. Эта схема организации авиационных сил не соответствовала современным требованиям и делало авиацию простым исполнителем поддержки соответственно армии и флота. Результатом усилий модернизации авиации стало начатое в декабре 1929 года создание Министерства авиации. Объединённая военная авиация (ПА) была учреждена отдельным родом войск законом Ν 5121 от 10 июля 1931 года, согласно которому было установлено что Авиация будет состоять из трёх авиационных групп (Σμηναρχίες).

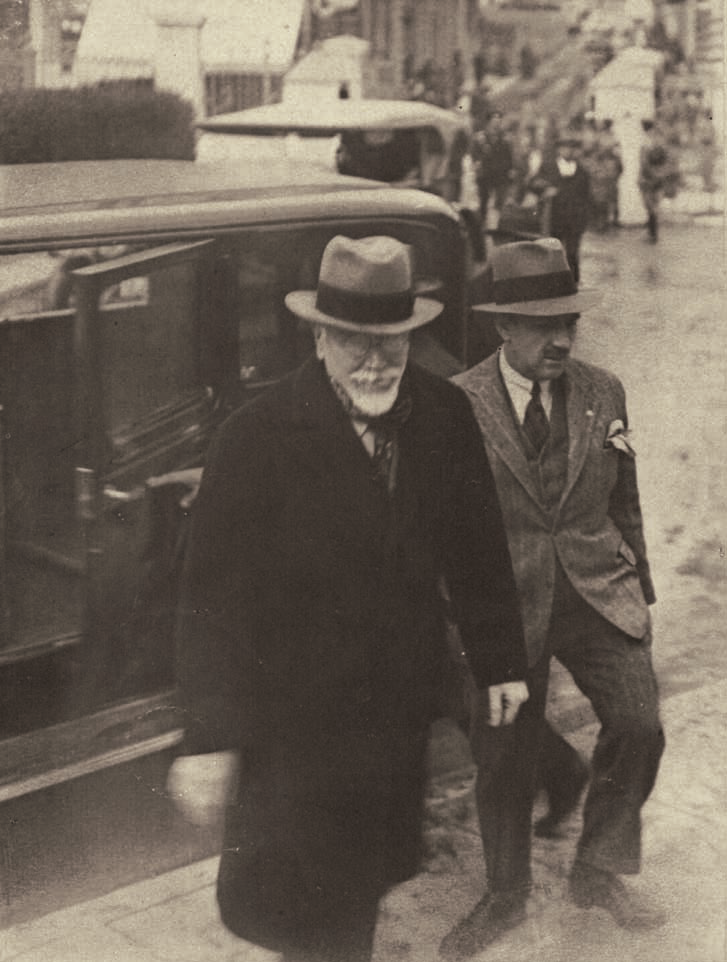
Элефтериос Венизелос с Александросом Заннасом

С целью преодоления сопротивления как армейских, так и флотских офицеров-лётчиков, первым министром авиации стал премьер-министр Э. Венизелос, который доверил старому и опытному лётчику Александру Заннасу работу по формированию этого рода войск (через год министром авиации стал Заннас).. В сотрудничестве с лингвистом М. Триандафиллидисом были установлены названия званий в авиации, которые используются по сегодняшний день.
Греческая авиация продолжала получать новые самолёты, как например разведывательные Potez 25TOE в 1931 году. В том же году в Татой было создано «Училище авиации» (Σχολή Αεροπορίας), впоследствии (1967 год) «Училище Икаров» (Σχολή Ικάρων).
В январе 1933 года, Авиационная группа Γ΄ и Авиационная база Β΄ были объединены и сформировали Авиационную группу Седес. Постановлением от 28 июня 1933 года, авиационные группы в Татой, Ларисе и Седес были переименованы в Авиационные базы.
В 1934 году был создан Генеральный штаб авиации. В 1935 году были получены современные учебные самолёты Avro 621 Tutor, которые впоследствии стал производить по лицензии и греческий ΚΕΑ. С восстановлением в том же году монархии, авиация была переименована в «Греческую Королевскую Авиацию» (Эллиники Василики Аэропориа — Ελληνική Βασιλική Αεροπορία — ΕΒΑ):131.

## «В пользу авиации»
В августе 1936 года в стране был установлен диктаторский режим генерала И. Метаксаса. Предыдущее правительство признало состояние авиации неудовлетворительным и предприняло кампанию добровольного сбора денег для усиления авиации. Кампания имела плачевные результаты. Финансы Греции в 1936 году были не блестящими. Как следствие и возможности авиации приступить к перевооружению современными самолётами за счёт государственного бюджета были ограниченными. Пришедший к власти генерал Метаксас решил начать новую кампанию.
Название кампании «υπέρ της αεροπορίας» (ипер тис аэропориас — переводится приблизительно как «в пользу авиации/для авиации») стало нарицательным и используется в Греции по сегодняшний день, означая растранжиренные и выброшенные на ветер деньги. Часть историков также придерживается подобного мнения. Историк Т. Герозисис пишет, что были собраны огромные суммы, которые «были съедены» строительством оборонительной Линии Метаксаса на болгарской границе и «растранжирены на разных уровнях режима». Штабист Пендзопулос, позволивший себе заметить, что без авиационной поддержки Линия Метаксаса мало чего стоила, был немедленно смещён с должности:521. Однако другие историки считают эти оценки и утвердившуюся в народе нарицательную фразу результатом политической предвзятости. Признавая, что кампания не всегда носила добровольный характер, они пишут, что Метаксас использовал все возможности для финансирования кампании перевооружения авиации. К примеру, он косвенным образом оказывал давление на греческих промышленников, посылая им благодарственные послания, за якобы переведенные ими суммы на перевооружения авиации, вынуждая их действительно переводить деньги в фонд авиации. Он установил по всей стране воскресенье 13 июня 1937 года как день «добровольного трудодня в пользу авиации», что было встречено в штыки компартией Греции. Он также обратился за помощью к грекам диаспоры, в результате чего греческая авиация получила 4 новых истребителя. Значительно бо́льших результатов имела инициатива министра П. Икономакоса, который играя одновременно на греческом патриотизме и на греческом тщеславии, начал публиковать в газетах суммы и имена даривших в фонд авиации:135.

## Незавершённое перевооружение и подготовка авиации к войне

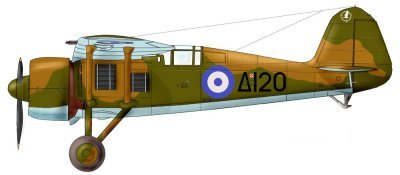
Греческий PZL P24

Самой большой проблемой стоявшей перед Грецией было найти самолёты достаточные в численности и характеристиках, с тем чтобы встретить надвигавшуюся мировую войну. Приоритетом всех европейских стран производителей самолётов (Франция, Великобритания, Германия, Польша Чехословакия), было переоснащению собственных ВВС. В том что касается авиационного рынка Италии и учитывая то, что ещё с Малоазийского похода Италия выступала антагонистом Греции в Восточном Средиземноморье, а в 30-х годах стала её потенциальным противником, то для греческой авиации он практически был закрыт.
Несмотря на исключительно узкие рамки выбора, Греческая авиация сумела получить 36 истребителей PZL P.24F/G из Польши, 9 истребителей Bloch MB.151 и 12 бомбардировщиков Potez 633B2 Grec из Франции, 12 морских самолётов Avro Anson Mk.I, 12 бомбардировщиков Bristol Blenheim Mk.IV и 12 бомбардировщиков Fairey Battle B.1 из Великобритании, а также 16 разведывательных самолётов Henschel Hs.126K-6 и 12 гидропланов Dornier Do 22Kg из Германии.
В том что касается польских истребителей, были высказаны сомнения в их качестве и боеспособности. Члены комиссии авиации отдавали предпочтение британскому Gloster Gladiator. Необходимость срочного принятия окончательного решения вынудила вмешаться лично Метаксаса. Был заключён контракт с поляками на сумму в 133 млн греческих драхм. Не в последнюю очередь для принятия этого решения имело финансовое состояние страны и то, что польские самолёты были приобретены по клирингу в обмен на греческий табак:133. Так греческая авиация стала, наряду с польской, единственной европейской авиацией, в которой в начале войны P.Z.L был основным истребителем.
Результатом кампании по сбору средства для авиации было и символическое, в силу малых чисел, приобретение 4 истребителей в качестве дара греков диаспоры (два Avia B.534, закупленные греческим бизнесменом диаспоры и два Gloster Gladiator Mk.I), которые стали и первыми современными самолётами полученными в этот период.
Разразившаяся в 1939 году Вторая мировая война, стала причиной того, что остались неисполненными многие заказы авиации, как например 12 бомбардировщиков Potez 633B2 Grec, 12 морских самолётов Avro Anson Mk.I, 16 истребителей Bloch MB.151, и 12 бомбардировщиков Bristol Blenheim Mk.IV и 32 разведывательных самолётов Henschel Hs.126K-6. При этом во многих случаях недополученные самолёты были авансированы, а в некоторых случаях полностью предоплачены, греческим правительством.
В общей сложности до конца 1939 года греческая авиация получила 128 боевых и 75 учебных самолётов:134. Были также заказаны 24 истребителя Spitfire Mk.I и 30 истребителей F4F-3A Wildcat, в то время как контакты на поставку из США, что было беспрецедентным в то время, 30 истребителей P-40 Tomahawk и 48 бомбардировщиков Martin Maryland, не завершились никогда.
Были предприняты значительные усилия для организации сети аэродромов. Самые большие авиационные базы находились в Седес (Салоники), Ларисе, Татой, Фалере, Неа Анхиалос и Элевсине. Были созданы также 23 вспомогательных аэродрома и ещё 22 т. н. «конфиденциальной сети».
Одновременно с заказами за границей, с 1 января 1938 года и до начала греко-итальянской войны 28 октября 1940 года, на греческом заводе ΚΕΑ были собраны 62 самолётов Avro 621 Tutor и 30 Avro 626, и были отремонтированы в общей сложности 169 самолётов всех типов, и 294 авиационных двигателя. Многие из авиационных боеприпасов были греческого производства и производились в Афинах фирмой ΕΕΠΚ (Компания Греческого (производства) Пороха Картриджей — Εταιρεία Ελληνικού Πυριτιδοποιείου Καλυκοποιείου).
Весной 1941 года правительство США приняло решение предоставить Греции посредством закона о Ленд-лизе, 30 истребителей F-4F-3A Wildcat, которые по причине оккупации Греции немецкими войсками в апреле — мае 1941 года не были получены греческой авиацией.

## Самолёты греческой авиации периода 1936—1940 годов
- Avia B.534
- Avro 626
- Avro Anson Mk I
- Bloch MB.151
- Bristol Blenheim Mk IV
- De Havilland DH.60 Moth
- Dornier Do 22
- Fairey Battle B1
- Fairey III F Mk I/III/IIIM
- Gloster Gladiator Mk I
- Henschel Hs 126 K-6
- Morane-Saulnier MS.230
- PZL P.24 F/G
- Potez 633B2 Grec (были заказаны 24 единицы в 1938 году[10][11]

## Война

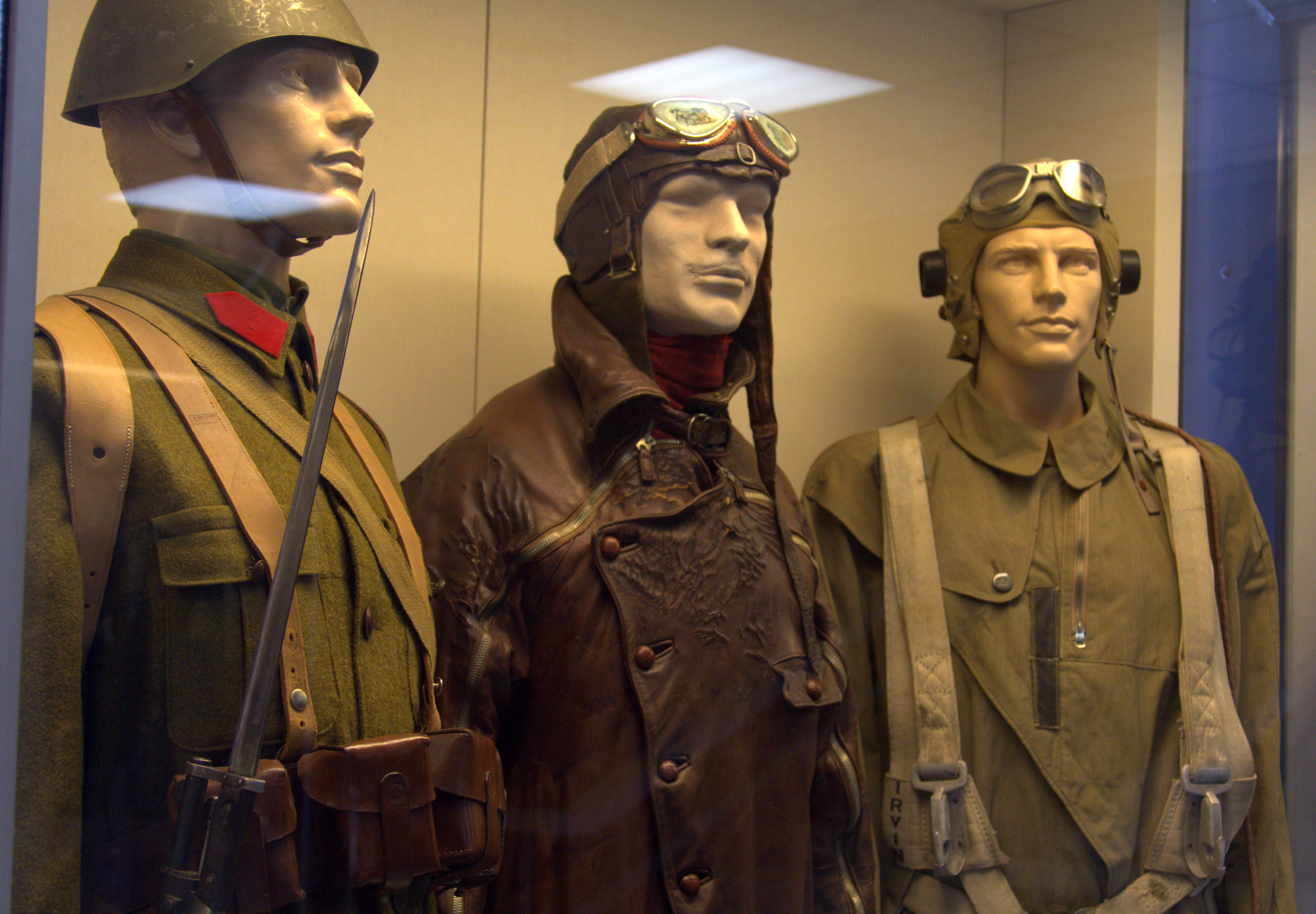
Экипировка периода 1938—1941: солдат греческой пехоты, (зимняя и летняя) лётчиков Греческой королевской авиации. Музей войны в Афинах

28 октября 1940 года итальянские войска вторглись в Грецию. Греческие войска отразили нападение, нанесли итальянцам поражение в сражениях на Пинде (28 октября — 13 ноября) и при Элеа-Каламас (2 — 8 ноября) и перенесли военные действия на территорию Албании. Победы греческой армии в этой войне стали первыми победами армий антифашистской коалиции над странами Оси. Развивая своё наступление в Албании, греческая армия одержала победы над итальянцами при Химаре (13 — 22 декабря 1940 года):530 и в ущелье Клисура (6 — 11 января 1941 года).

## Боевой состав Греческой авиации в греко-итальянской войне
С началом греко-итальянской войны и вступлением Греции во Вторую мировую войну, авиационный потенциал страны был распределён между тремя родами вооружённых сил, в результате чего армия, ВМФ и ВВС держали под своим операционным контролем самолёты, которые обслуживали их операционные догмы. Организация и боевой состав авиации были следующими:
Высшее командование армейской авиации (Ανωτέρα Διοίκηση Αεροπορίας Στρατού — ΑΔΑΣ)
Управление Авиации Армейского Сотрудничества (Διοίκηση Αεροπορίας Στρατιωτικής Συνεργασίας — ΔΑΣΣ)
- 1-я эскадрилья наблюдения в Перигиали Коринфии, в составе I Корпуса армии, с самолётами Brequet 19 A2/B2[15]
- 2-я эскадрилья наблюдения в Козани, Западная Македония, в составе II Корпуса армии, с самолётами Brequet 19 A2/B2.
- 2828-я Отдельная эскадрилья наблюдения в Эпире, включённая в VIII дивизию, с самолётами Brequet 19 A2/B2.
- 3-я эскадрилья наблюдения, в составе III Корпуса армии с 3/1 и 3/2 звеньями Группы Армии Западной Македонии (ΤΣΔΜ — Τμήμα Στρατιάς Δυτικής Μακεδονίας) с самолётами Henschel Hs126K-6 (аэродром Лебет, Фессалоники и Куклена, Верии.
- 4-я эскадрилья наблюдения (Амигдалеона, Кавала и позже Александрия Иматийскаяи Куклена Верии) с самолётами Potez 25TOE. Эскадрилья располагала 4/1 звеном, включённым в IV Корпус армии, и 4/2 звеном включённым в Группу дивизий Македонии

Командование бомбардировочной авиации (Διοίκηση Αεροπορίας Βομβαρδισμού — ΔΑΒ)
- 31-я бомбардировочная эскадрилья с самолётами Potez 633 B2 Grec в городе Лариса.
- 32-я бомбардировочная эскадрилья с самолётами Bristol Blenheim MkIV в Ларисе.
- 33-я бомбардировочная эскадрилья с самолётами Fairey Battle B.1 в Неа Анхиалос, Магнисия.

Командование истребительной авиации (Διοίκηση Αεροπορίας Διώξεως — ΔΑΔ)
- 21-я истребительная эскадрилья с самолётами P.Z.L. P.24F/G и Gloster Gladiator MkI в городе Трикала.
- 22-я истребительная эскадрилья с самолётами P.Z.L. P.24F/G в Салониках.
- 23-я истребительная эскадрилья с самолётами P.Z.L. P.24F/G в Ларисе.
- 24-я истребительная эскадрилья с самолётами Bloch MB.151 и Avia B.534 в Элевсине.

Высшее командование авиации флота (Ανωτέρα Διοίκηση Αεροπορίας Ναυτικού — ΑΔΑΝ)
- 11-я морская эскадрилья с самолётами Fairey IIIF Mk I/III/IIIM в Валтуди Μαγνησίας.
- 12-я морская эскадрилья с самолётами Dornier Do 22Kg в Саламине.
- 13-я морская эскадрилья с самолётами Avro Anson Mk I в Элевсине.

В общей сложности, в начале военных операций, греческая авиация насчитывала 158 военных самолётов всех типов, из которых в строю (в лётном и боевом состоянии) были только 128. Из общего числа только 79 (в строю 59) являлись истребителями и бомбардировщиками. Авиация насчитывала также 63 учебных и вспомогательных самолёта.

### Греческие самолёты военного периода 1940—1941 годов
- Avia B.534
- Avro 504 N-O
- Avro 621 Tutor
- Avro 626 (в начале войны 21 единиц)
- Avro Anson Mk I (в 1939 году 12 единиц)
- Bloch MB.151 (в 24-й истребительной эскадрильи)
- Breguet Br.19 A2/B2 (в 1939 году 18 единиц, в 1-й эскадрильи наблюдения в составе I корпуса армии базируясь в Перияли Коринтии и 2-й эскадрильи наблюдения в составе II корпуса армии, базируясь в Ларисе и Козани)[15]
- Bristol Blenheim Mk IV
- Bristol Blenheim Mk I
- De Havilland DH.60 Moth
- Dornier Do 22 (в 1939 году 12 единиц)
- Gloster Mars VI Nighthawk
- Hawker Horsley II
- Junkers Ju 52-3m (в начале войны 5 единиц были получены от греческой гражданской авиации[3]:175.
- Fairey Battle B1 (12 единиц в 1939 году)
- Fairey III F Mk I/III/IIIM (4 единицы в 1939)[16].
- Gloster Gladiator Mk I
- Gloster Gladiator Mk II
- Henschel Hs 126 K-6 (в 1939 году 16 единиц)
- Morane-Saulnier MS.230
- PZL P.24 F/G (в 1939 году 36 единиц)
- Potez 25 TOE
- Potez 633 B2 Grec (в 1940 году 9 единиц)

## Греческая авиация в операциях греко-итальянской войны

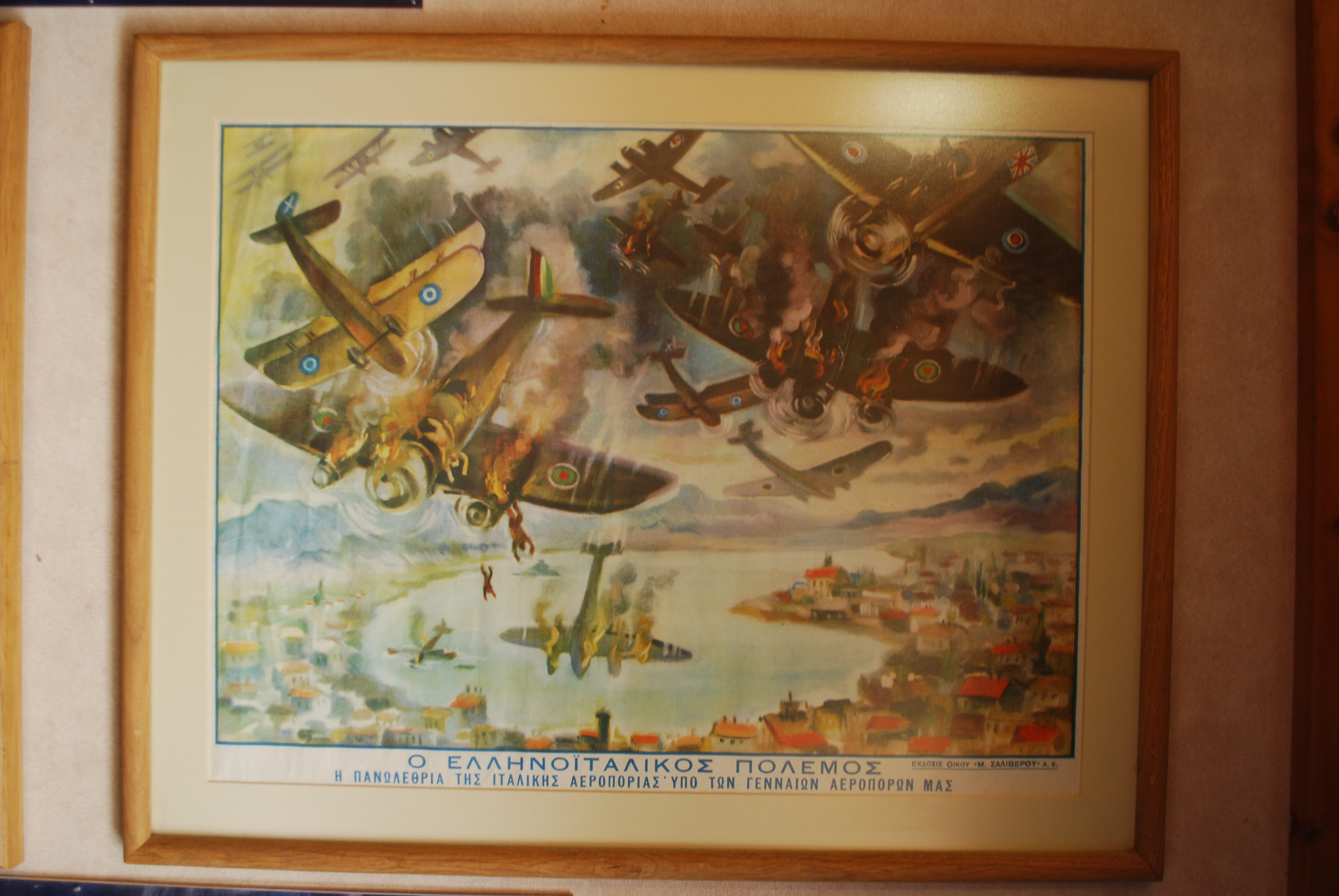
Пропагандистская литография: Победа греческой авиации над итальянской

В последовавших операциях, Греческая авиация была призвана противостоять Итальянской авиации, которая выставила в операции против Греции 463 фронтовых самолёта с лучшими характеристиками. Однако греческая авиация с самого начала решительно противостояла итальянцам во всём диапазоне операций и по всей длине фронта, а также в тылу. Эта победная для греческого оружия шестимесячная война была отмечена многочисленными эпизодами, показавшими решимость и эффективность лётного состава греческой авиации, несмотря на подавляющее превосходство итальянской авиации в численности и характеристиках самолётов.
Достоен упоминания эпизод, происшедший в самом начале войны, 2 ноября, когда один греческий биплан Breguet Br.19 из 2-й эскадрильи наблюдения, совершая бреющий полёт вдоль албанской границы, обнаружил 3-ю итальянскую альпийскую дивизию «Джулия», в момент когда она вклинилась на территорию Греции по хребту Пинда и двигалась к направлении городка Мецово. Доклад греческого пилота радикальным образом повлиял на ход сражения на Пинде, который закончился греческой победой и разгромом итальянской дивизии. Джон Кэрр (John Carr) пишет, что ещё 3 Breguet были посланы на бомбёжку итальянской колонны, которые были атакованы тремя итальянскими истребителями Fiat CR.42 Falco. Согласно Кэрру, один греческий Breguet был сбит, второй совершил жёсткую посадку, третий вернулся на базу с большими повреждениями.
В тот же день 27 итальянских бомбардировщиков Savoia-Marchetti SM.79, сопровождаемые истребителями Fiat CR.42, направились на бомбардировку Фессалоник. На перехват итальянцев были подняты греческие PZL P.24 22-й эскадрильи. В последовавшем воздушном бою 3 бомбардировщика были сбиты, однако оставшимся удалось выйти на цели, после чего они взяли курс на базу в Албании. Лейтенант Маринос Митралексис, сбивший один из трёх бомбардировщиков, расстрелял в бою весь боекомплект. Настигнув один из уходящих бомбардировщиков, Митралексис пристроился носом своего PZL P.24 к хвосту бомбардировщика и отрубил ему пропеллером руль, сделав таким образом бомбардировщик неуправляемым.
С поврежденным пропеллером Митралексис совершил вынужденную посадку недалеко от места падения бомбардировщика, однако сумел спасти свой самолёт. Приземлившись, Митралексис арестовал четверых выбросившихся на парашютах итальянских лётчиков, воспользовавшись табельным пистолетом. Один из пленных итальянских лётчиков, Brussolo Garibaldo, писал, что Митралексис представился и дружелюбно пожал руки врагам-коллегам. За свой подвиг Митралексис был награждён «Золотым Крестом за Доблесть». Он был единственным офицером авиации, награждённый этим крестом в ту войну.
14 ноября группа 6 Fairey Battle и 7 Blenheim из греческих 33-й и 32-й эскадрилий соответственно, произвела бомбардировку двух аэродромов албанского города Корча. 4 самолёта Fairey атаковали северный аэродром города, уничтожив один итальянский самолёт Caproni Ca.133 и причинив повреждения ещё 4 самолётам. Чуть позже 2 самолёта Blenheim и 2 самолёта Fairey атаковали южный аэродром, уничтожив 10 вражеских самолётов и причинив повреждения ещё 10 самолётам. В ходе операции один греческий Blenheim (лейтенанты Д. Папагеоргиу, С. Хараламбус и сержант К. Кулис) был поражён итальянской зениткой и взорвался в воздухе.
В тот же день 6 бомбардировщиков Fairey Battle из 33-й греческой бомбардировочной эскадрильи разбомбили аэродром города Аргирокастро, уничтожив 13 итальянских самолётов на земле.
В тот же день самолёты истребительных греческих эскадрилий совершили в регионе Корчи 42 вылета. В последовавших воздушных боях итальянцы потеряли 3 самолёта Fiat CR.42, в то время как 4 греческих P.Z.L. получили незначительные повреждения.
В период с 15 по 30 ноября бомбардировки и воздушные бои продолжились по всей линии фронта.

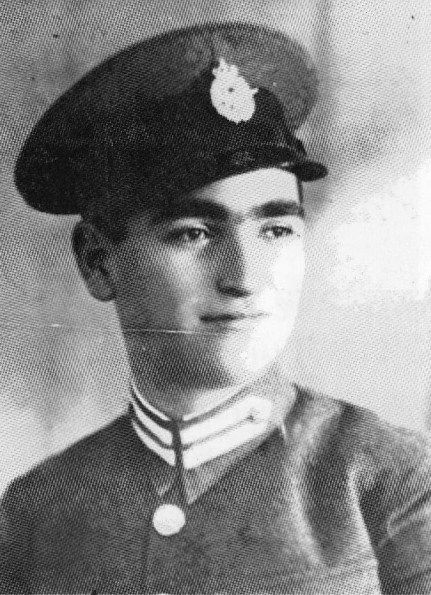
Совершивший воздушный таран греческий лётчик Григорис Валканас.

Характерным был воздушный бой 18 ноября в районе Морова, к северо-востоку от албанского города Корча. 5 греческих истребителей PZL P.24 из 23-й и 22-й эскадрилий перехватили итальянские бомбардировщики, сопровождаемые истребителями. Григорис Валканас был единственным из лётчиков 23-й эскадрильи, на счету которого ещё не было сбитого самолёта. После того, как в ходе боя он израсходовал все боеприпасы, летчик решил не возвращаться на базу и обрушил свой PZL на итальянский истребитель. Оба самолёта сгорели и их лётчики погибли. В ходе того же боя, лейтенант Иоаннис Кирьязис был тяжело ранен в ноги, но продолжил бой и сбил 2 итальянских истребителя.
В тот же день 3 самолёта Blenheim из 32-й греческой бомбардировочной эскадрильи вылетели на бомбардировку Аргирокастро. В силу густой облачности, один из самолётов сбросил свои бомбы на Премети. Как оказалось впоследствии, итальянцы складировали в Премети значительный объём боеприпасов, топлива и других припасов. В результате этой бомбардировки одним единственным греческим самолётом, город потрясали взрывы на протяжении 3-х суток.
22 ноября большая группа греческих самолётов, состоявшая из 15 самолётов Potez 633 31-й, Blenheim 32-й и Fairey Battle 33-й бомбардировочных эскадрилий поспешила оказать поддержку 3 греческим Henschel 126, обнаружившим вражескую колонну длиной в 8 км, отступавшую из Корчи к городу Поградец. В результате массированного огня греческих самолётов, итальянская колонна была дезорганизована, её солдаты были деморализованы и разбежались. При возвращении на базу, один из греческих Henschel был обнаружен 15 итальянскими истребителями, получил повреждение в топливный бак и загорелся. Экипаж сумел оставить самолёт. Пилот младший лейтенант Д. Сидерис умер в результате полученных травм, наблюдатель младший лейтенант Г. Дзамуранис получил серьёзные ожоги.
Непрерывные греческие победы на земле и в воздухе привели к замешательству в рядах итальянской армии и падению боевого духа.
С поэтапным развитием операций, греческая авиация была усилена 22 самолётами Gloster Gladiator MkII и 6 Bristol Blenheim MkI переданных британцами. В конце года значительным стал и вклад самолётов RAF, которые вылетая с аэродромов Греции и Египта, наносили значительные удары по итальянским линиям коммуникаций.
В ходе действий против итальянской авиации, лётчики греческой авиации одержали 64 подтверждённых победы и заявили о ещё 20 возможных, против 24 успехов итальянцев. Эскадрильи греческих истребителей потеряли в общей сложности 14 самолётов в воздушных боях и при вынужденных посадках. Кроме того, 28 итальянских самолёта были уничтожены на земле в результате деятельности греческих бомбардировщиков, а 23 были сбиты греческой зенитной артиллерией. Аналогичные греческие потери составили 8 и 5 самолётов соответственно.
В общей сложности потери греческой авиации в войне с итальянцами достигли 49 убитых и 22 раненных.

## Накануне германского вторжения
Греческие победы над итальянцами вынудили Германию, готовившуюся к походу на Восток, подготовить операцию для спасения своего незадачливого союзника. Поскольку в войне с Италией Греция превзошла свои ограниченные людские и материальные ресурсы, на случай немецкого вторжения, с 5 марта 1941 года из Египта в Грецию начали прибывать две британские пехотные дивизии, 1 бронетанковая бригада и 9 авиационных эскадрилий. Союзники (за исключением авиации) не принимали участия в военных действиях против итальянцев, а заняли вторую линию обороны по реке Альякмон в Западной Македонии и севернее горы Олимп в Центральной Македонии.
Греческие генералы М. Дракос, Д. Пападопулос и Г. Космас, считая что это был лишь шаг геополитики, выразили возражение о целесообразности пребывания на греческой территории столь слабых британских сил. Они сочли, что эти маленькие силы могут стать лишь поводом и оправданием для немецкого вторжения. Генералы считали, что греческие войска должны были своими силами отразить немецкое вторжение и «пасть на поле боя и чести» перед колоссальным в численности и средствах врагом, но лишить его «любого», якобы дипломатического или военного, оправдания. В любом случае, маленький британский корпус, лишённый достаточной воздушной поддержки, не мог оказать существенной помощи греческой армии. Заявление трёх генералов стало поводом их отставки 7 марта 1941 года, за месяц до немецкого вторжения.
Тем временем (9 — 16 марта 1941 года) греческая армия отразила попытку итальянцев переломить ход войны в ходе итальянского Весеннего наступления. Вырисовывалась вероятность того что греческая армия действительно «выбросит итальянцев в море». Адольф Гитлер решил положить конец греко-итальянской войне. К тому же итальянские неудачи позволили англичанам закрепиться на континенте слишком близко к месторождениям его союзника, Румынии. Одновременно Гитлер решил разрешить и югославский политический кризис. Греческая и Югославская операции начались в один и тот же день, утром 6 апреля 1941 года.

## Германское вторжение
Вермахт вторгся в Грецию с территории союзной немцам Болгарии 6 апреля 1941 года. В тот же день немцы и их союзники вторглись в Югославию, поскольку мартовский переворот нарушил планы присоединения этой страны к «Оси». Против Греции германское командование выставило:546:
- 7 пехотных дивизий
- 3 танковых дивизии
- 1 дивизию мотопехоты
- 1400 самолётов

Из 22 дивизий, которыми располагала греческая армия, 16 находились в Албании, вдали от нового фронта.
Немцы не смогли с хода взять греческую оборонительную Линию Метаксаса на греко-болгарской границе. Германские 18-й и 30-й армейские корпуса после трёх дней боёв имели ограниченный успех. В течение 4-х дней, несмотря на массированный артобстрел и использование штурмовой авиации и рукопашных боёв в туннелях некоторых фортов, немцы не могли занять господствующие позиции греческой линии обороны.
2-я танковая дивизия вермахта (18-го корпуса), совершив обходной манёвр, пересекла болгаро-югославскую границу 8 апреля и, не встретив здесь значительного сопротивления, через практически не прикрытую греко-югославскую границу вышла к Фессалоники 9 апреля, отсекая таким образом группу дивизий Восточной Македонии (4 дивизии и 1 бригада) от греческой армии в Албании, продолжавшей сражаться против итальянцев.
В тот же день греческий генштаб, считая, что оборона в Восточной Македонии не имела более смысла, предоставила возможность командующему группы дивизий Восточной Македонии генералу К. Бакопулосу на его усмотрение продолжать сражаться или сдаться:546. Бакопулос, известный германофил, не преминул воспользоваться приказом и отдал приказ о сдаче фортов. Однако командиры большинства фортов не подчинились и продолжали сражение:547. После получения приказа о сдаче, сражение приняло характер боёв за «честь оружия» и, получив от германского командования почётные условия сдачи, форты прекратили один за другим сражение, начиная с 10 апреля. Генерал-фельдмаршал Вильгельм Лист, возглавлявший атаку против «Линии Метаксаса», выразил восхищение храбростью и мужеством этих солдат. Он не стал брать пленных, заявляя, что греческая армия может покинуть форты, оставляя при себе свои военные флаги, но при условии сдачи оружия и боеприпасов. Он также дал приказ своим солдатам и офицерам отдать честь греческим солдатам.
События вынудили Гитлера заявить в Рейхстаге 4 мая 1941 года:

Историческая справедливость обязывает меня заявить, что из всех противников, которые нам противостояли, греческий солдат сражался с наибольшим мужеством. Он сдался только тогда, когда дальнейшее сопротивление стало невозможным и бесполезным

Через 3 года, к концу войны, Гитлер заявил 30 марта 1944 года Лени Рифеншталь: «Вступление Италии в войну обернулось для нас катастрофой. Если бы итальянцы не напали на Грецию и им не понадобилась наша помощь, война приняла бы другой оборот, мы бы успели захватить Ленинград и Москву до наступления русских морозов».

## Греческая авиация против Люфтваффе
Сравнивая потенциал германского воздушного флота, вторгшегося в воздушное пространство Греции, с потенциалом греческой авиации, греческие историки пишут, применяя ёмкое греческое слово, что их разделял «хаос». Речь идёт не только о десятикратном численном превосходстве, но и о техническом превосходстве немецких самолётов над самолётами греческой авиации, и без того ослабленной в ходе войны с итальянцами. Большинство греческих самолётов были уничтожены на земле в первый день немецкого вторжения. Но оставшиеся греческие самолёты приняли бой. В воздушных боях с Люфтваффе греческая авиация потеряла 6 самолётов. 14 самолётов перебазировались на Ближний Восток, где началось воссоздание Греческой авиации для продолжения войны.

### Бой «двенадцати богов»

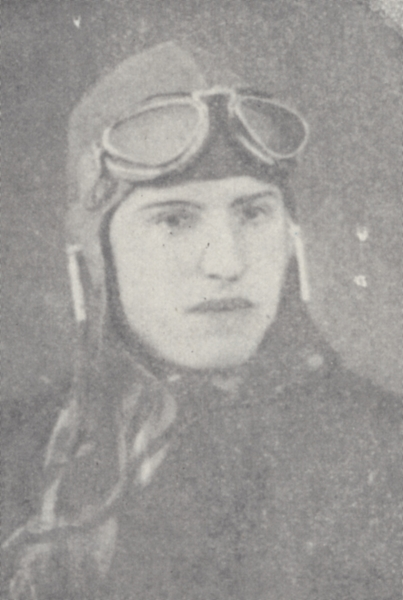
Георгиос Моккас. Отличился и погиб в Воздушном бою «двенадцати богов» над Трикала. Отмечен историографами греческой авиации как последний в списке 51 погибших греческих лётчиков в начальный период войны (октябрь 1940 — май 1941.

Остававшиеся в распоряжении греческих ВВС истребители были собраны в Трикала, где 15 апреля, в Великий вторник дали свой последний бой как организованное соединение. Их было всего 12 (5 Gloster Gladiator из 21-й эскадрильи, 5 PZL P.24 из 22-й, 2 Bloch MB.150 из 24-й) в силу чего и исходя из древней греческой мифологии, историографы греческой авиации часто именуют пилотов принявших участие в последовавшем последнем героическом воздушном бое против 20 Junkers Ju 87 и 20 Messerschmitt Bf.109 «двенадцатью богами». Сбив 2 Ju.87 и 2 Bf.109 и, вероятно, ещё два Ju.87, соединение перестало существовать. Погибли пилоты Кутрубас и Георгиос Моккас.

## Греческие лётчики в движении Сопротивления

Бюст Костаса Перрикоса в Афинах

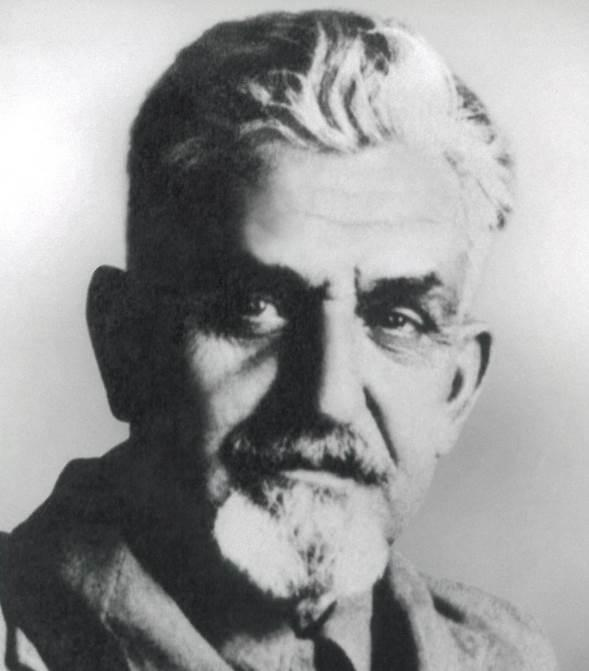
Димитрис Михос. Офицер ВВС Греции, командир партизанских соединений Народно-освободительной армии Греции (ЭЛАС) на полуострове Пелопоннес.

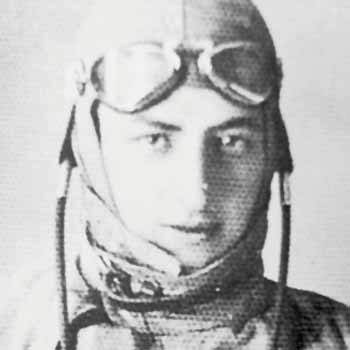
Никос Никитидис — лётчик греческой военной авиации, коммунист. Во время оккупации Греции стал командиром батальона 13-го полка ЭЛАС в Центральной Македонии.

Большинство лётчиков и механиков греческой авиации покинуло страну до начала оккупации или добиралось морем на Ближний Восток уже после начала оккупации.
В то время как на Ближнем Востоке началось воссоздание Греческой авиации, оставшиеся по разным причинам в оккупированной немцами, итальянцами и болгарами Греции греческие лётчики влились в подпольные организации Сопротивления и партизанские отряды. Самым известным из них стал Костас Перрикос, руководитель подпольной организации «Всегреческий Союз Сражающейся Молодёжи» (Πανελλήνιος Ένωσις Αγωνιζομένων Νέων — ΠΕΑΝ)
20 сентября 1942 года состоялся самый громкий, во всех отношениях, акт саботажа, осуществлённый Перрикосом и его товарищами. Была взорвана штаб-квартира про-нацистской антикоммунистической и антисемитской организации ЭСПО, только что объявившей набор добровольцев в многонациональные силы Waffen СС. При этом были убиты 30 членов ЭСПО и её лидер, С. Стеродимас, и 48 немецких солдат:589. Смерть Стеродимаса означала не только отказ от планов о наборе греков в СС, но и фактическую ликвидацию ЭСПО. Этот акт стал одной из составляющих того конечного результата борьбы, которым заслуженно гордится греческое Сопротивление по сегодняшний день: Греция осталась единственной страной Европы, не пославшей на Восточный фронт ни единого солдата, что было признано маршалом Будённым на заседании F.I.R. (Международная федерация борцов сопротивления) в Москве, в 1955 году 11 ноября, Перрикос и 12 его соратников были арестованы. Месяцем позже Перрикос был осуждён немецким трибуналом «трижды к смерти и 15 летнему заключению» и расстрелян (4 февраля 1943 года)
Большую известность в Греческом Сопротивлении получил также офицер Греческой авиации Димитрис Михос, которому, совместно с «капитаном Пелопидасом» (Ласкас, Пантелис), было поручено возглавить все соединения Народно-освободительная армии (ЭЛАС) на полуострове Пелопоннес.
В списках погибших офицеров греческой авиации периода 1941—1944 годов значатся 29 офицеров погибших на оккупированной территории Греции.

## Возрождение Греческой авиации на Ближнем Востоке
После оккупации Греции, бо́льшая часть персонала Греческой авиации и оставшиеся самолёты перешли для продолжения войны на Ближний Восток. Верховное командование Греческой военной авиацией на Ближнем Востоке осуществляло Министерство Авиации эмиграционного правительства в Каире. В Газе в Британской Палестине была создана база ремонта самолётов и технической подготовки. В Южной Родезии и Южной Африке были созданы центры лётной подготовки пилотов и подготовки технического персонала. Выпускники этих центров соединились с ядром возрождающейся греческой авиации, которым стали греческие лётчики, посланные ещё с января 1941 года в Ирак, на авиационную базу RAF в Хаббания, для совместной подготовки с англичанами.
В рамках реорганизации Греческой авиации были созданы 3 эскадрильи, две из которых в операционном плане подчинялись непосредственно британской RAF.

Эмблема греческой 13-й эскадрильи лёгких бомбардировщиков

Первой была сформирована 13-я эскадрилья лёгких бомбардировщиков. Ядром эскадрильи стала маленькая флотилия из 5 самолётов Avro Anson вылетевшая из Греции в находившийся под британским контролем Египет. Эскадрилья стала первым греческим военным соединением, созданным вне Греции с начала оккупации страны. Её операции, вместе с операциями греческого военно-морского флота, действовавшего с временной новой базы в Александрии, означали продолжение боевых действий греческих вооружённых сил против армий стран Оси.
В последующие месяцы были созданы ещё две греческие эскадрильи на Ближнем Востоке: 335-я эскадрилья и 336-я, находившиеся под британским операционным командованием.
13-я эскадрилья начала свои операции в июне 1941 года. В ноябре эскадрилья получила самолёты Bristol Blenheim Mk.IV, которые были задействованы в основном в противолодочных операциях. В январе 1943 года эскадрилья была усилена самолётами Bristol Blenheim Mk.V Bisley. В августе 1943 года эскадрилья получила бомбардировщики Martin A-30 Baltimore Mk.III/IV/V и продолжила сопровождение морских конвоев и противолодочные операции. После передислокации греческих эскадрилий на юг Италии, с мая 1944 года 13-я греческая эскадрилья была задействована в бомбардировке немецких войск и коммуникаций в Италии Югославии и Албании.
335-я королевская греческая истребительная эскадрилья (греч. 335 Βασιλική Ελληνική Μοίρα Διώξεως, 335 Β.Ε.Μ.Δ.), в составе РАФ именовалась 335-я (греческая) эскадрилья была сформирована в октябре 1941 года и базировалась в Акире в Палестине. Первым командиром эскадрильи был Ксенофон Варварессос, ядро эскадрильи составляли греческие пилоты, прошедшие подготовку в Ираке, а затем в эскадрилью стали вступать греческие пилоты бежавшие из оккупированной Греции. Эскадрилья получила на вооружение истребители Hurricane Mk.I, на которых производилась подготовка до января 1942 года, после чего в феврале, эскадрилья перелетела в Эль-Дабу в Египет.

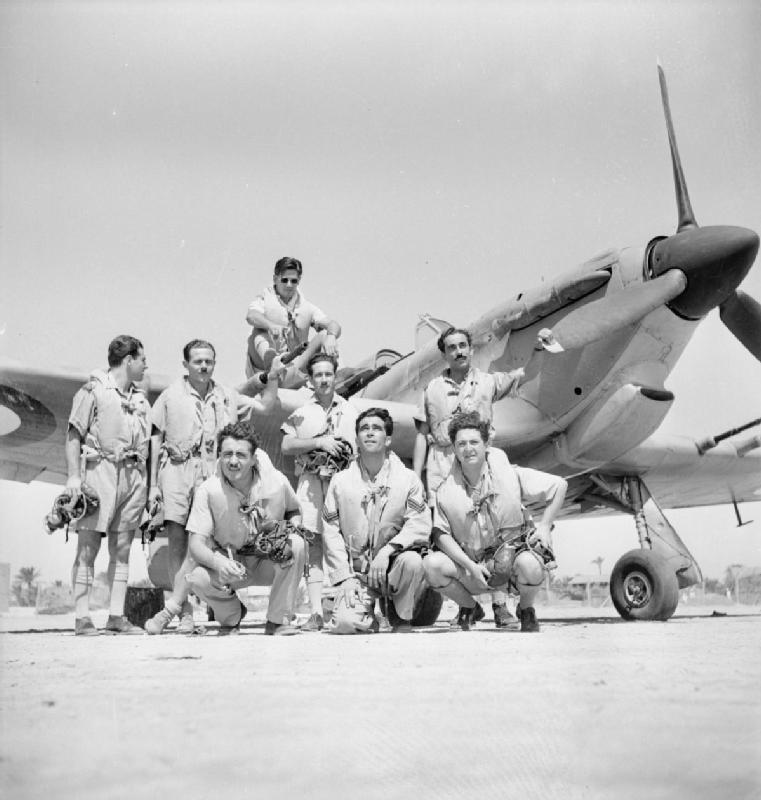
Группа пилотов греческой 335-й эскадрильи RAF перед только что полученным Hawker Hurricane Mark II C, Декейла Египет, 1942

До конца 1942 года эскадрилья принимала участие в операциях в Ливийской пустыне, сопровождала морские конвои и бомбардировщики и участвовала в атаке наземных целей. С июня по сентябрь на вооружение поступали истребители Hurricane IIB. Под командованием Иоанниса Келласа 335-я эскадрилья участвовала во втором сражении при Эль-Аламейне.
Значительной и символической стала атака эскадрильи 28 октября 1942 года, на штаб-квартиру 20-го моторизованного итальянского корпуса, во вторую годовщину начала греко-итальянской войны. Позднее эскадрилья продолжила сопровождение морских конвоев, получив на вооружение истребители Spitfire Mk.Vb и Vc в декабре 1943 года.
В аналогичных рамках была сформирована в феврале 1943 года и 336-я королевская греческая истребительная эскадрилья (336 ΒΕΜΔ).
Значительным был вклад всех греческих эскадрилий в авиационных налётах союзников на Крит с июля по ноябрь 1943 года. В ходе этих налётов греческие истребители сбили 3 немецких самолёта. Осенью 1944 года 335-я и 336-я эскадрильи ВΕΜΔ передислоцировались на юг Италии, откуда продолжили свои операции в небе Италии и Югославии.
В период своей боевой деятельности с аэродромов Египта и Италии, 335-я, 336-я и 13-я греческие эскадрильи потеряли убитыми 69 пилотов.

### Операция «Тетис»

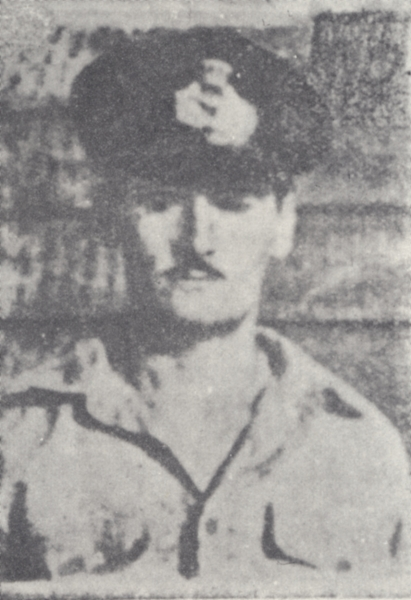
Элефтериос Атанасакис

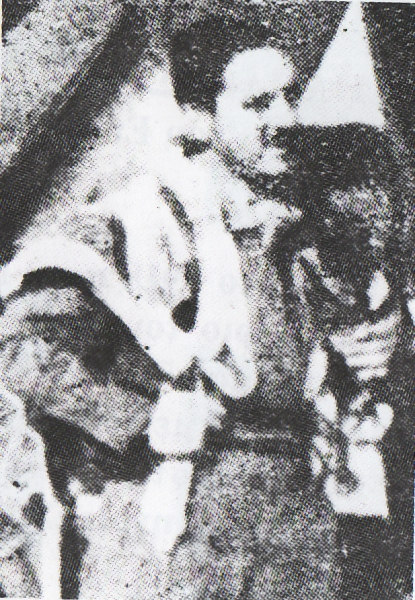
Сотирис Скандзикас

Операция «Тетис» («Фетида») — налёт на оккупированный немцами Крит, была произведена 23 июля 1943 года самолётами 335-й и 336-й эскадрильи.
8 самолётов 335-й эскадрильи взлетели с аэродрома египетского Мерса-Матрух (пилоты Г. Пангалос, Н. Волонакис, К. Михаилидис, Э. Хадзииоанну, А. Кунтурис, Н. Франгос, В. Дукас, М. Лайтмер). В той же операции были задействованы 9 самолётов 336-й эскадрильи (пилоты С. Диамантопулос, И. Кацарос, Д. Вуцинас, Э. Атанасакис, С. Скандзикас, Г. Папаиоанну, К. Коккас, А. Франгяс, Г. Николопулос).
При взлёте, у самолёта Элефтерия Атанасакиса отвалился подвесной топливный бак левого крыла. Атанасакис был проинформирован о происшедшем двумя своими коллегами и получил указание вернуться на базу. Однако Атанасакис принял решение продолжить своё участие в операции, что было равносильно самоубийству, поскольку он однозначно не смог бы вернуться на базу. Через 3 часа полёта греческие Hurricane разбомбили радиолокационную станцию в Иерапетра и военные лагеря, артиллерийские батареи, грузовики и другие военные цели вокруг города. В ходе операции, над регионом Айос-Николаос (Крит), Атанасакис доложил что у него заканчивается топливо, совершил вынужденную посадку и оказался вблизи немецкой воинской части, которая организовала его преследование.
Атанасакис безуспешно пытался уйти от своих преследователей, отстреливаясь пистолетом, и был убит в перестрелке.
Между тем, греческие самолёты продолжили налёт и подвергли атаке немецкую воинскую часть в Гераклионе, над которой был сбит самолёт Сотириса Скандзикаса. Скандзикас выбросился с парашютом, но при приземлении был взят в плен. Он был отправлен в лагерь для пленных лётчиков Stalag Luft No III в Польше, куда вскоре был доставлен и командир 336-й эскадрильи С. Диамантопулос. Скандзикас принял участие в ставшем книгой и кинофильмом Большом побеге из этого лагеря и был расстрелян гестапо после поимки, вместе с ещё 49 британскими и другими пилотами.
По завершении операции, по причине повреждений от огня зениток, утечек топлива от повреждений и механических проблем, не вернулись на базу самолёты пилотов В. Дукаса и М. Лайтмера (оба из 335-й эскадрильи). Оба пилота погибли. Позже, от британских служб было получено сообщение, что считавшийся до того пленным Сотирис Скандзикас был расстрелян 25 марта 1944 года после попытки бегства из лагеря военнопленных лётчиков Stalag Luft III.

## Самолёты Греческой авиации военного периода 1941—1944
- Avro Anson Mk I
- Bristol Blenheim Mk IV
- Bristol Blenheim Mk V Bisley
- Hawker Hurricane MkI/IIb/IIc
- Martin Baltimore A-30 MkIII/IV/V
- Supermarine Spitfire Mk Vb/Vc

## Участие военных лётчиков в восстании греческой армии на Ближнем Востоке в 1944 году

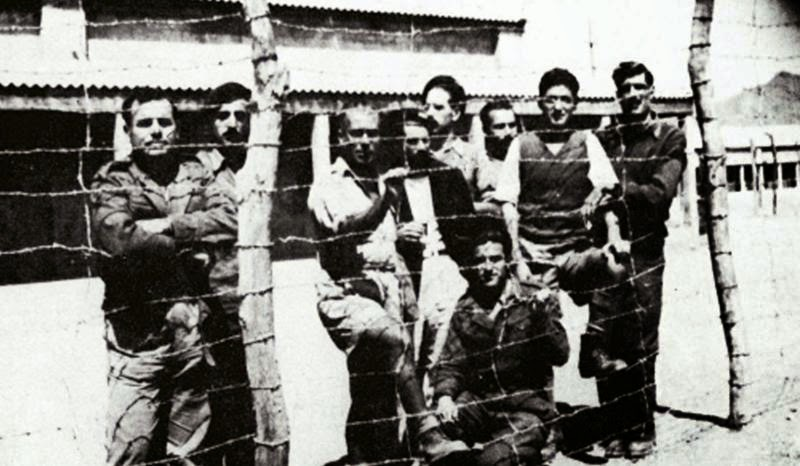
Греческие солдаты в британском концлагере Эль-Даба, Египет.

18 марта 1944 года, было объявлено о создании на освобождённой Народно-освободительной армией Греции территории «Политического Комитета Национального Освобождения» (греч. Πολιτική Επιτροπή Εθνικής Απελευθέρωσης — ΠΕΕΑ), известного и как «Правительство гор». Вырисовывалась вероятность создания правительства национального единства, и одной из сил, которая могла перевесить на весах политической конфронтации, становилась армия на Ближнем Востоке. Историк Солон Григориадис пишет:279, что тот кто получит под свой контроль армию на Ближнем Востоке приобретал мощный инструмент давления. Он же пишет, что этот контроль становился желанным для послевоенного нового противоборства. Результатом всех этих противоположных тенденций стало почти полное разложение эмиграционной армии ещё до завершения войны, в которой её участие было национальной необходимостью.
Объективной целью апрельского восстания было вынудить правительство Э. Цудероса признать ΠΕΕΑ основным партнёром и действительным представителем Греции. Григориадис пишет, что по сути это было первое и решающее столкновение левых-правых за власть как таковую. И в отличие от второго столкновения в декабре 1944 года, где вопрос власти не стоял на повестке дня, на Ближнем Востоке такой вопрос стоял и был востребован любым способом. Когда новость достигла Ближнего Востока, действовавшая полулегально в рядах армии эмиграционного правительства Антифашистская Военная Организация (ΑΣΟ) решила оказать давление на Цудероса, чтобы тот признал ΠΕΕΑ основным представителем Греции и вместе с «Правительством гор» сформировал новое правительство национального единства. Делегация офицеров республиканцев прибыла к Цудеросу 31 марта. Цудерос принял её вежливо, заявил что он согласен с формированием правительства национального единства, но по выходе делегации, приказал её арестовать:700. Из этих 13 арестованных офицеров 6 были офицерами военной авиации и 3 из них (Г. Дзанетакис, А. Папацорис, Н. Карвелларис) в звании «антисминархос» (подполковник авиации) были самыми высокими в звании среди арестованных:700. Событие вызвало волнения в воинских частях и требование отставки Цудероса.
3 апреля отставной майор Констас, отправленный в отставку за участие в бунте 1943 года, занял здание штаба греческого гарнизона в Каире. В тот же день, перед премьером Цудеросом предстали 3 полковника и заявили ему, что в армии и на флоте действительное командование осуществляли комитеты солдат и матросов, членов ΑΣΟ. Потеряв контроль над ситуацией, Цудерос подал в отставку:702. Арестованные Цудеросом 13 офицеров были освобождены восставшими.
В то время как англичане выбивали восставших из занятых ими зданий в Каире, восстала Ι греческая бригада. Здесь ΑΣΟ выставила 1000 солдат, из общего числа в 5000. 1-я бригада, готовая к отправке в Италию, требовала, чтобы её считали соединением Народно-освободительной армии Греции (ЭЛАС). Восставшие арестовали офицеров. Утром 6 апреля флот подчинялся (теоретически) правительству ПΕΕΑ. Британский премьер-министр У. Черчилль, осознавая серьёзность событий для британских планов в отношении Греции, лично занялся вопросом. Согласно его инструкциям, в качестве первой реакции, была избрана блокада 4500 восставших, перекрыв им снабжение продовольствием и водой. 13 апреля прибывший в Каир король Георг назначил премьер-министром С. Венизелоса.
Более кровавым стало подавление восстания на флоте. Венизелос озабоченный тем, что греческий флот может повторить судьбу французского флота в Оране в 1940 году, решил действовать сам. Он назначил командующим флотом адмирала П. Вулгариса, который сумел с верными ему офицерами провести операцию перезахвата флота в ночь с 22 на 23 апреля:704.
Конечным результатом столкновений на Ближнем Востоке стал почти полный роспуск армии эмиграционного правительства. Из 30 тыс. греческих офицеров и солдат на Ближнем Востоке до 22 тысяч были заключены в британские концлагеря в Эритрее, Египте, Судане и Ливии.

## Возвращение Греческой авиации в Грецию

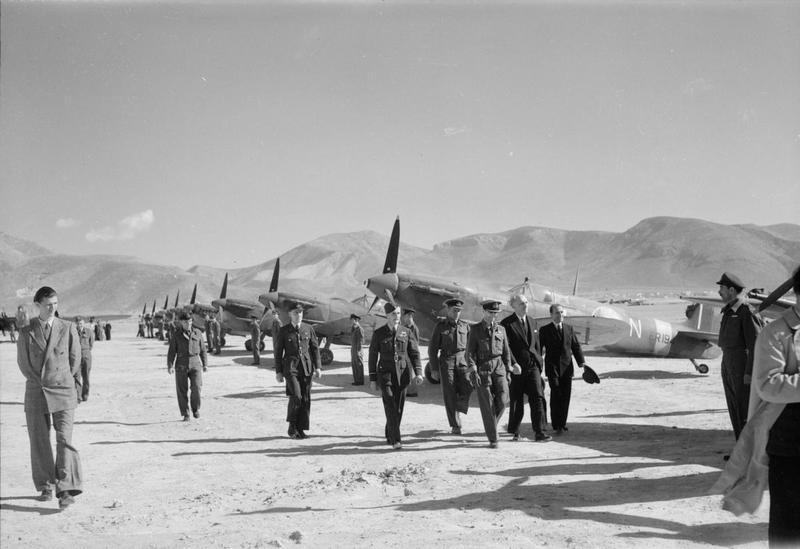
Второй справа премьер-министр Г. Папандреу, первый справа министр авиации М. Фикиорис, седьмой справа командир штаба RAF в Греции Джеффри Таттл и другие союзные офицеры перед самолётами Supermarine Spitfire Mark V и пилотами 336-й греческой эскадрильи по их возвращению в Грецию. Аэродром в Каламаки (Афины), ноябрь 1944

В ноябре 1944 года, когда практически вся территория Греции была освобождена греческими партизанскими силами, самолёты всех трёх греческих эскадрилий эскадрильи приземлились в аэропорту Эллинико, Афины. Не располагаем достоверной информацией о участии, или неучастии, самолётов греческих эскадрилий, в декабрьских боях в Афинах, на стороне англичан и против городских отрядов Народно-освободительной армии Греции (ЭЛАС). Т. Герозисис, отмечает тот факт, что если немцы, в силу подчёркнутого уважения к истории и памятникам города, не бомбили Афины, то английская RAF, в ходе столкновения с городскими отрядами ЭЛАС, ежедневно бомбила и атаковала городские кварталы. В том что касается офицеров греческих эскадрилий, по прежнему находившихся в операционном командовании RAF, Герозисис ограничиваться замечанием, что «часть офицеров подозревалась в симпатиях и дружеских чувствах к ЭЛАС и в случае (продолжения) столкновения попыталась бы перейти в ряды Народно-освободительной армии»:787.
Заключение перемирия, а затем подписание 12 февраля 1945 года Варкизского соглашения, позволили греческим эскадрильям производить вылеты против целей на некоторых островах Эгейского моря и запада Крита, продолжавших находиться под немецкой оккупацией до мая 1945 года. 13-я Эскадрилья лёгких бомбардировщиков была расформирована 19 апреля 1946 года и была трансформирована в 355-ю Транспортную эскадрилью, которая базируется на аэродроме города Элевсина.
Все три греческие эскадрильи были переданы под непосредственный контроль греческого правительства 25 апреля 1946 года фактически с началом Гражданской войны в Греции.